# St.-Katharinen-Kloster (Tallinn)

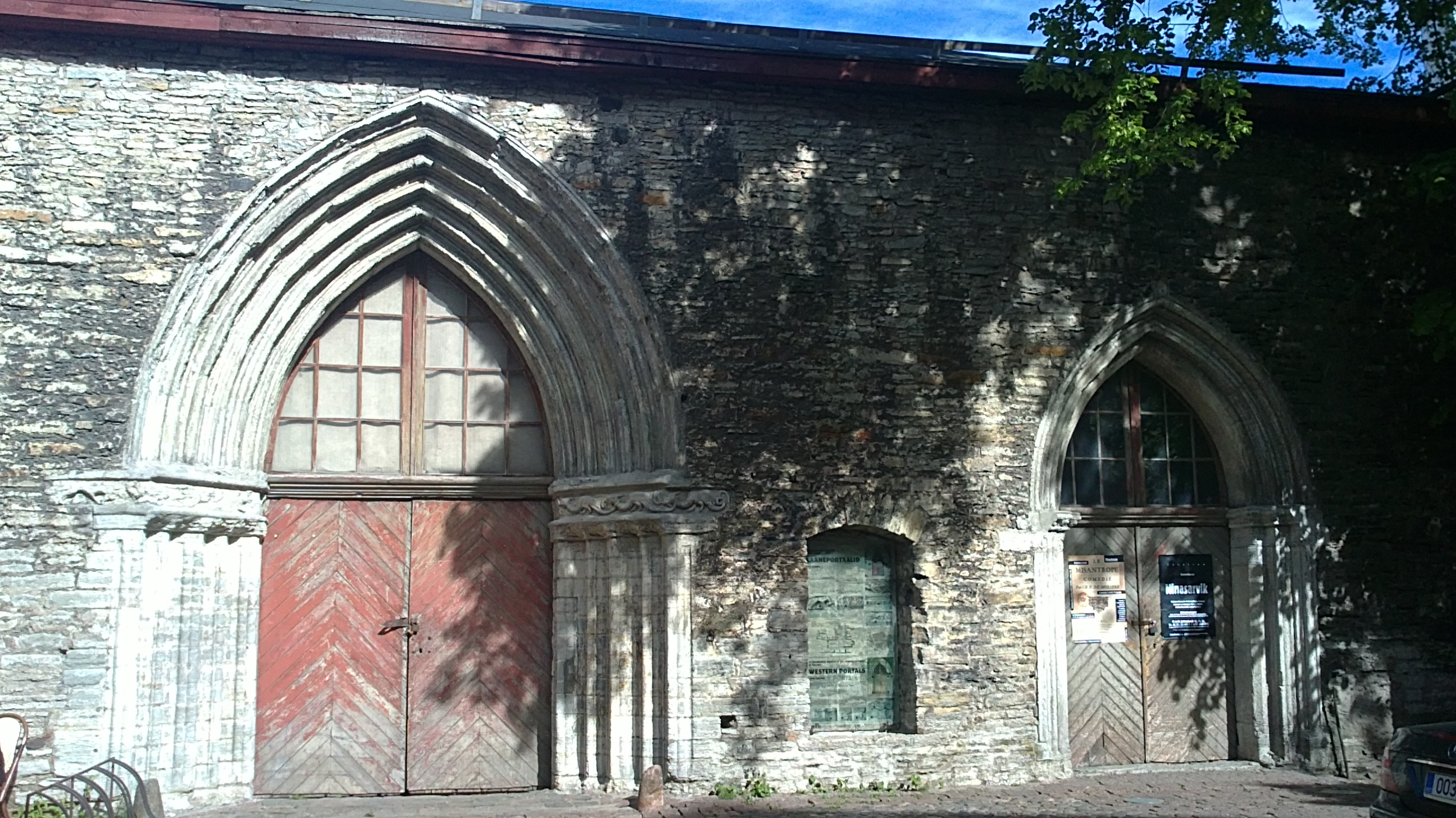
Sankt-Katharinen-Kloster

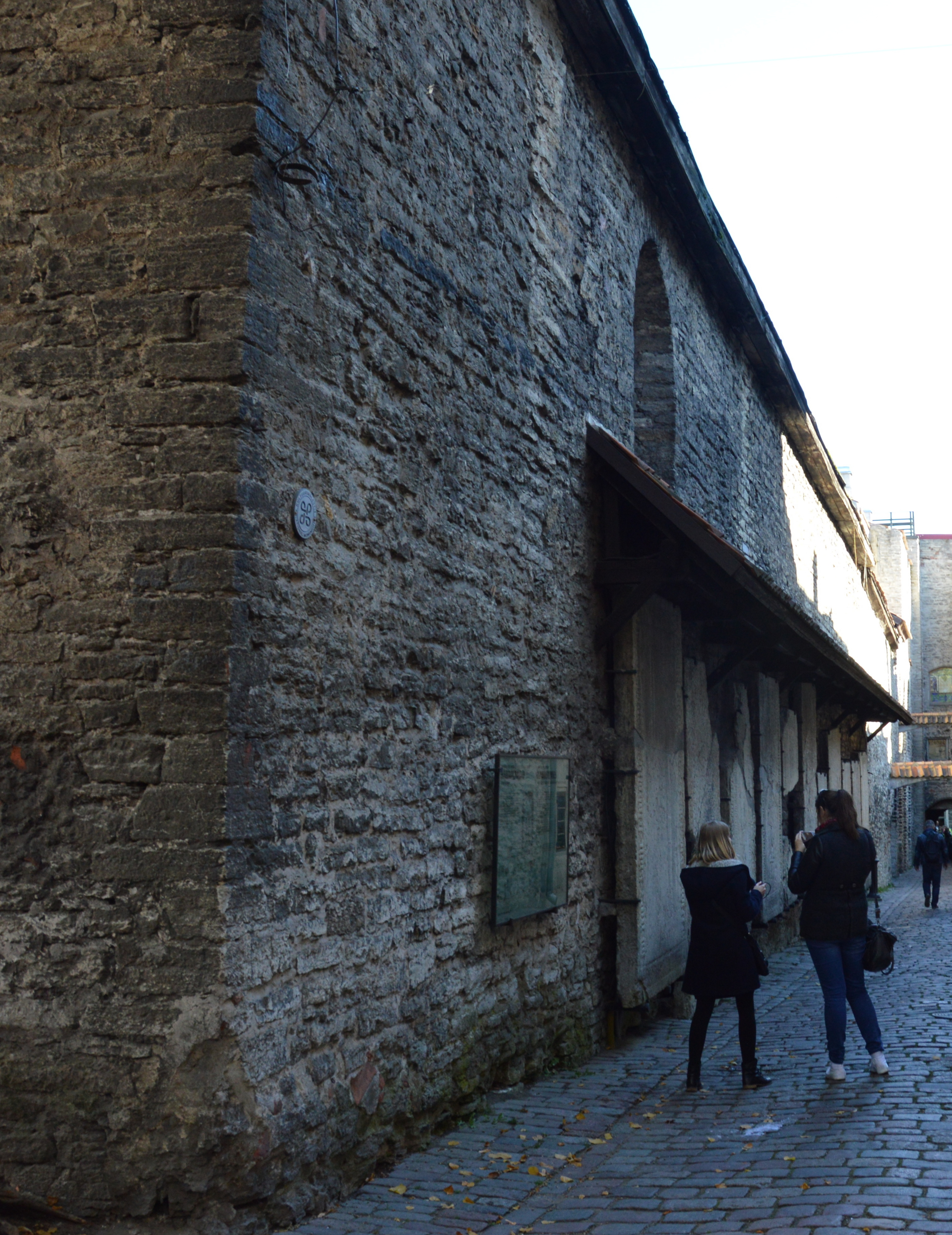
Südseite zur Katharinengasse

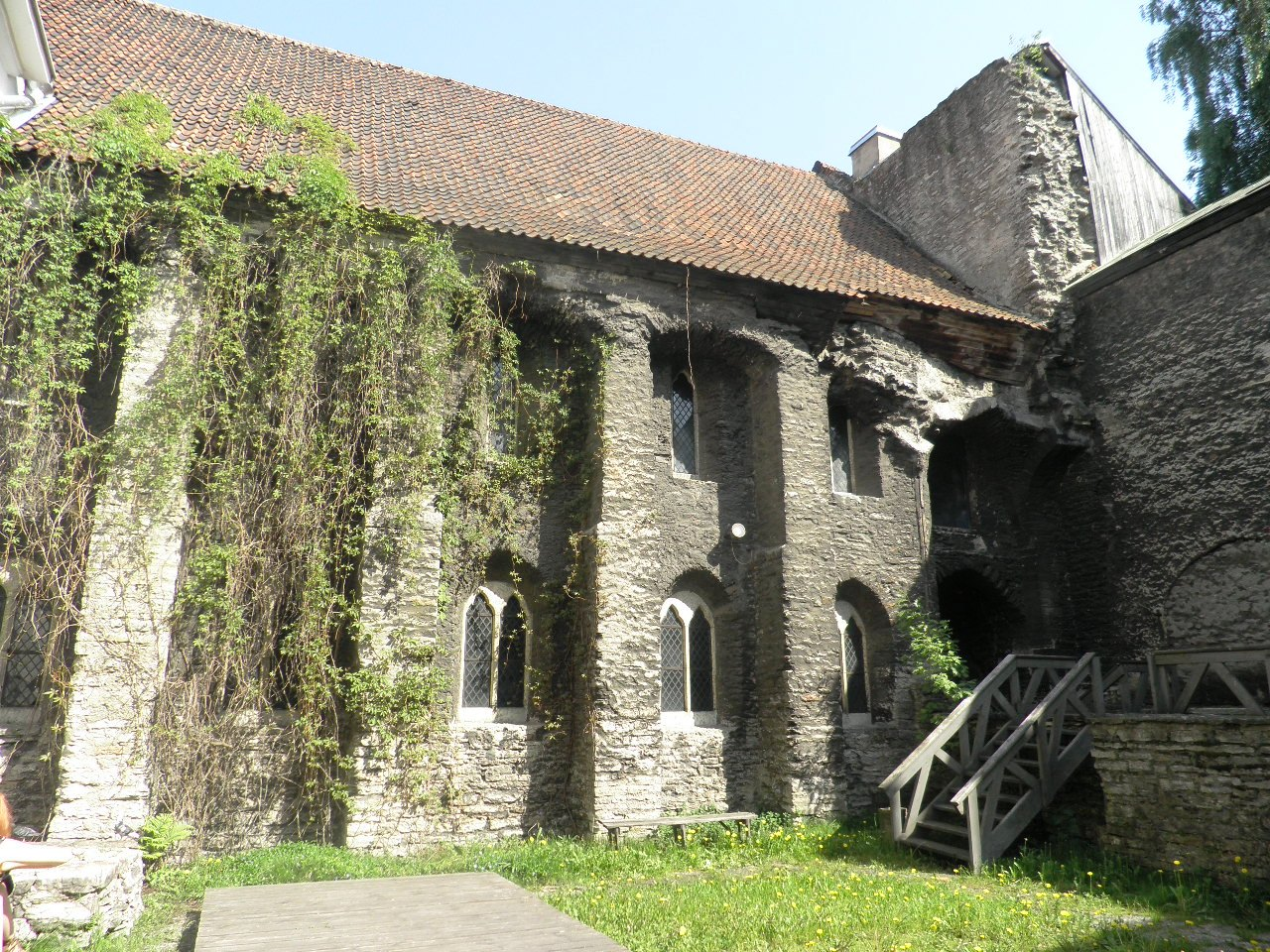
Reste der Klosterkirche

Das Sankt-Katharinen-Kloster (estnisch Püha Katariina klooster) ist ein ehemaliges Dominikanerkloster in der estnischen Hauptstadt Tallinn (deutsch Reval). 

## Lage
Es befindet sich in der historischen Revaler Altstadt zwischen der Rußstraße (estnisch: Vene) im Westen und der Mauerstraße (Müürivahe) im Osten, nördlich des Katharinengangs (Katariina kaik).

## Architektur und Geschichte
Das Kloster wurde im Jahr 1246 von Dominikanern gegründet. Es entstand eine Klosteranlage aus mehreren Gebäuden. Die dreischiffige Katharinenkirche entstand als Hallenkirche mit einer Länge von 60,94 Metern bei einer Breite von 18,46 Metern. Sie war die geräumigste Kirche Revals. Im Kloster bestand eine Schule und eine Bibliothek. Als Sprachen wurden Deutsch und Estnisch gesprochen. Das Kloster trat gegenüber kirchlichen Stellen für das Recht der Stadt Reval ein, eine eigene Schule zu unterhalten. Es bestand eine enge Verflechtung des Klosters mit herrschenden Schichten der Gesellschaft. So wurden von der Ritterschaft im Kloster Manntage durchgeführt. Seitens des Rats, der Großen Gilde und der Schwarzhäupter erhielt das Kloster wiederholt Vermächtnisse und Stiftungen. Auch wurden von ihnen Altäre in der Kirche des Klosters aufgestellt und Angehörige beigesetzt. 
Am 14. September 1524 kam es im Zuge der aufkommenden Reformation zu einem Bildersturm im Kloster, bei dem bedeutende Werke der Kunst und der Wissenschaft zerstört wurden. Lediglich den Schwarzhäuptern war es zuvor noch gelungen, ihren Altar in Sicherheit zu bringen. Er stand dann über lange Zeit im Schwarzhäupterhaus. Der Rat der Stadt Reval verwies im Januar 1525 die Mönche der Stadt, die Kirche ging an die estnische Gemeinde.
1531 wurden Teile der Klosteranlage bei einem Brand zerstört. Die restliche Anlage verfiel, diente später als Munitionslager und Unterkunft für Bettler. Die Kirche wurde an Privatpersonen verkauft und baulich durch diverse Umbauten stark verändert und als Speicher genutzt. Erhalten blieben letztlich nur Reste der vom Ende des 14. Jahrhunderts stammenden Klosterkirche sowie Teile der Klausur, so das Dormitorium, die Bibliothek, das Refektorium und Teile des Kreuzgangs. An der Südwand des Klosters zum Katharinengang hin befinden sich mehrere Grabplatten, die aus der Kirche hierher versetzt wurden.
Das Refektorium diente ab 1799 der – überwiegend polnischen – katholischen Gemeinde als Gottesdienstort. In den 1840er Jahren wurde es durch die heutige klassizistische St.-Peter-und-Paul-Kirche ersetzt, die Kathedrale des Bistums Tallinn.
In den 1950er Jahren fanden auf Veranlassung der Denkmalschutzbehörden der Estnischen SSR umfassende Restaurierungen statt.
Die übrigen erhaltenen Konventsgebäude werden heute von einem Forschungsinstitut genutzt.